# Арріго Саккі

Тренер «Мілана» Арріго Саккі та капітан команди Франко Барезі з Інтерконтинентальним кубком 1989 року.

Арріго Саккі (італ. Arrigo Sacchi, *1 квітня 1946, Фузіньяно, провінція Равенна, Італія) — італійський футбольний тренер, відомий насамперед здобутками як головний тренер збірної Італії та італійського «Мілана» у 1990-х роках.

## Ранні роки
Народився у невеличкому містечку Фузіньяно у провінції Равенна на півночі Італії в родині власника маленької взуттєвої фабрики. З дитячих років захоплювався футболом, вболіваючи за міланський «Інтер». Грав у аматорських командах «Фузіньяно» та «Белларія», однак шляхом професійного футболіста не пішов, натомість опанувавши професію бухгалтера. 7 років проробив бухгалтером на родинній фірмі.
Продовжував цікавитися футболом та не полишав юнацьку мрію стати футбольним тренером.

## Тренерська кар'єра
Перший досвід на тренерській посаді здобув у команді рідного містечка «Фузіньяно», яку почав тренувати у 1972 році. Згодом очолив іншу аматорську команду «Альфонсіне». Отримавши початковий досвід в аматорському футболі, 1977 року пристав на пропозицію професійного клубу «Чезена» тренувати його молодіжну команду. Вже працюючи у «Чезені» пройшов навчання у Вищії тренерській школі Італії.
1982 року очолив свою першу професійну команду — став головним тренером клубу «Ріміні», який на той час виступав у Серії C1 та мав на меті підвищення у класі до Серії B. Протягом першого сезону роботи у клубі Саккі з цим завданням не впорався і його було звільнено. Наступний сезон провів тренуючи молодіжну команду клубу «Фіорентина», а у 1984 році повернувся до «Ріміні», який за його відсутності виступив у попередньому сезоні вкрай невдало. Під керівництвом Саккі клуб покращив турнірні результати, однак зупинився за крок до потрапляння до Серії B, зайнявши четверте місце у змаганні нижчої ліги.
1985 року Саккі очолив «Парму», перед якою стояла та ж задача, що й перед його попереднім клубом. Цього разу тренерові відразу вдалося досягнути підвищення у класі, привівши свою нову команду до перемоги у розіграші Серії C1. А по завершенні сезону 1986—1987 «Парма» під керівництвом Саккі досягла 7-го рядка турнірної таблиці Серії B, що стало найкращим результатом команди з 1973 року.

### «Мілан»
Сезон 1987—1988 розпочав на тренерському містку одного з найбільш титулованих клубів Італії — «Мілана». Секрет стрімкого злету тренера посередньої команди Серії B пов'язують з двома іграми, проведеними його «Пармою» проти «Мілана» ще у 1986 році. В обох тих зустрічах, одній товариській і одній в рамках розіграшу Кубку Італії, перемогу святкували гравці «Парми», середній вік яких ледве перевищував 20 років. Впевнена гра молодої команди привернула увагу Сільвіо Берлусконі, який щойно обійняв посаду президента «Мілана», до постаті її тренера. Берлусконі і Саккі знайшли спільну мову у баченні футболу і влітку 1987 року міланській команді був представлений новий головний тренер.
Поява на чолі улюбленої команди маловідомого спеціаліста була скептично сприйнята вболівальницькими колами, які очікували на відродження «Мілана» після майже десятирічного періоду невиразних результатів, що розпочався зі скандалу, пов'язаного з договірними матчами, та переведення клубу до Серії B у 1980. Однак вже у першому ж сезоні Саккі відповів скептикам завоюванням скудетто чемпіонів Італії.
У наступних двох сезонах очолюваний Саккі «Мілан» задовольнявся бронзовими медалями Серії A, однак виходив тріумфатором на континентальній арені, двічі поспіль вигравши найпрестижніший Кубок Чемпіонів та обидва рази здолавши переможців Кубку Кубків у матчах за Суперкубок Європи.
Незважаючи на надзвичайно високі результати, досягнуті з «Міланом», 1991 року Саккі залишає команду. Цей крок пов'язують з конфліктами тренера з президентом, а також низкою провідних гравців клубу.

### Збірна Італії
1991 року приймає запрошення національної федерації футболу очолити збірну Італії. Збірна саме провалила відбірний цикл до Євро-1992, тому новий тренер мав час через товариські зустрічі та турніри познайомитися з командою та апробувати власні тактичні схеми. Дебютним для Саккі на посаді головного тренера збірної став матч 13 листопада 1991 року проти збірної Кіпру (перемога 2:0).
Наприкінці 1992 року розпочався відбірковий турнір до чемпіонату світу 1994 року, в рамках якого італійці виступали досить невпевнено і лише за рахунок перемог в останніх матчах турніру здобули право вступу у фінальній частині чемпіонату. На самому чемпіонаті, що проходив у США, збірна Італії розпочала виступи також досить посередньо. На груповому етапі змагання італійці зазнали поразки від збірної Ірландії (0:1), здобули мінімальну перемогу над норвежцями (1:0) та звели у нічию гру проти збірної Мексики (1:1). У результаті усі чотири команди групи мали по 4 пункти і за другорядними показниками Італія опинилася на 3-му місці турнірної таблиці, пройшовши, втім, до наступного кола змагань. Окреме невдоволення італійських вболівальників викликала невиразна гра збірної, яка у трьох матчах відзначилася лише двома забитими голами, при тому, що у попередньому Саккі сповідував виключно атакувальний футбол.
На подальших стадіях розіграшу чемпіонату світу 1994 збірна Італії продовжила здобувати перемоги з мінімальною перевагою: спочатку на стадії 1/8 фіналу лише у доданий час було здолано команду Нігерії з рахунком 2:1, згодом з аналогічним рахунком, щоправда по результатах основного часу, завершилися чвертьфінальна гра італійців проти збірної Іспанії та півфінальна проти болгарської команди. Необхідно зазначити, що з подібними складнощими дійшов до фіналу й інший фіналіст турніру — збірна Бразилії, яка святкували свої останні впевнені перемоги ще на груповій стадії турніру. Фінальна гра виявилася занадто обережної з боку обох команд, жодна з яких не змогла відзначитися голом ані в основний, ані у доданий час. Доля золотих нагород чемпіонату світу вирішилася у драматичній програній італійцями серії пенальті, під час якої свої удари не реалізовали капітан команди Франко Барезі, а також Даніеле Массаро та Роберто Баджо. Незабитий пенальті останнього викликав особливий гнів Саккі, не зважаючи на те, що Роберто був найкращим бомбардиром команди на турнірі, і саме п'яти голам, забитим ним у 1/8 фіналу, чвертьфіналі та півфіналі, Італія мала завдячувати проходженням цих стадій змагання.
По закінченні чемпіонату світу низка лідерів команди завершили виступи за збірну, від послуг деяких інщих гравців, таких яких Роберто Баджо, Саккі відмовився сам. Оновлена збірна Італії досить легко подолала відбірковий турнір до чемпіонату Європи 1996 року, однак під час фінальної частини континентальної першості не змогла пробитися до чвертьфіналів, посівши третє місце у групі. Після цього незадовільного результату збірна під керівництвом Саккі провела лише одну гру — італійці програли з рахунком 1:2 у товариській зустрічі збірній Боснії і Герцеговини, а Арріго Саккі було звільнено.

### Подальша кар'єра

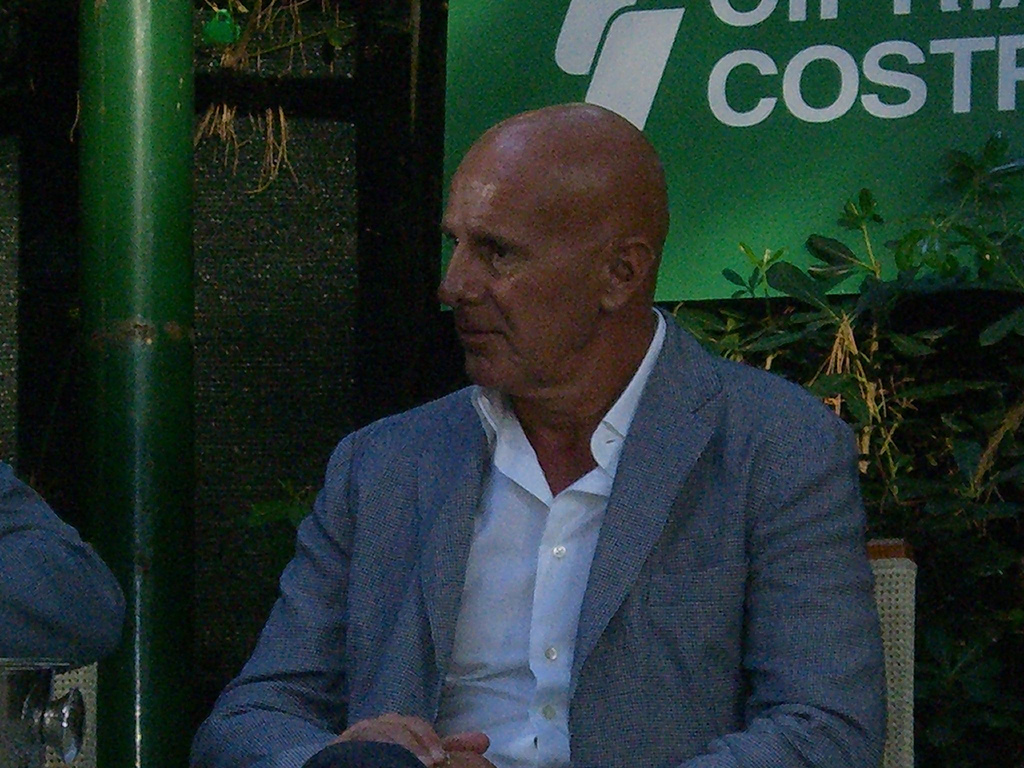
Арріго Саккі у 2007 році

Після роботи у збірній Італії кар'єра Саккі на тренерських посадах була загалом невдалою. В сезоні 1996—1997 він знову очолював «Мілан», привів команду до провального для неї 11-го місця у Серії A і був звільнений.
Відставкою завершилися 7 місяців роботи у мадридському «Атлетіко» протягом 1998—1999 років.
У 2001 році був призначений головним тренером «Парми», однак був змушений піти у відставку з тренерської посади за станом здоров'я лише після трьох проведених ігор та залишився у клубі як технічний директор.
Згодом у 2004—2005 протягом року працював спортивним директором мадридського «Реала», після чого працює здебільшого футбольним оглядачем на радіо та телебаченні.

## Титули і досягнення
Як тренер «Мілана»:
- Кубок Чемпіонів (2): 1988–89, 1989–90
- Суперкубок Європи (2): 1989, 1990
- Міжконтинентальний кубок (2): 1989, 1990
- Чемпіон Італії: 1987–88
- Суперкубок Італії: 1988

Як тренер збірної Італії:
- Срібний призер Чемпіонату світу 1994

Особисті:
- Найкращий тренер світу: 1989
- Найкращий тренер в історії футболу — 1 з 5 тренерів[1], котрі ввійшли в 10 найкращих за версією France Football, World Soccer та ESPN[2]
  - 3 місце (France Football)[3]
  - 6 місце (World Soccer)[4][5]
  - 6 місце (ESPN)[6]